# Terminátor: Megváltás
A Terminátor: Megváltás (eredeti cím: Terminator Salvation) 2009-ben bemutatott sci-fi akciófilm, a Terminator-filmsorozat negyedik része. A filmet John Brancato és Michael Ferris forgatókönyvéből McG rendezte. Az egyetlen Terminator mozifilm, amelyben Arnold Schwarzenegger nem szerepel. A főbb szerepekben Christian Bale, Sam Worthington, Anton Yelchin, Moon Bloodgood, Bryce Dallas Howard, Common, Michael Ironside és Helena Bonham Carter látható.
A forgatás 2008. május 5-én kezdődött. A bemutató az Amerikai Egyesült Államokban és Kanadában 2009. május 21-én, az Emlékezet napjának hétvégéjén volt, a magyar premierre pedig június 4-én került sor.

## Cselekmény
2003-ban halálra ítélik Marcus Wrightot két rendőr meggyilkolásáért és az öccse haláláért. A börtönben felkeresi őt Dr. Serena Kogan, hogy aláírasson vele egy nyilatkozatot, miszerint halála után tudományos kísérletekre használják fel testét. A férfi egy csók ellenében aláírja a papírt, melyen a Cyberdyne Systems neve is szerepel.
2018-ban járunk, 14 évvel az Ítélet napja után, a világ romokban hever. Egy maroknyi túlélő csoport csatlakozik a John Connor vezette ellenállókhoz, hogy megsemmisítsék a Skynet szuperszámítógépet és a gyilkos kiborgjait, a terminátorokat. Egy akció során sikerül az embereknek bejutni egy titkos Skynet laboratóriumba, ahol emberi foglyokat és titkos aktákat találnak, köztük egy új terminátor a T-800 tervrajzát is. Az összecsapást végül csupán Connor éli túl. Órákkal a történtek után bukkan fel ugyanitt Marcus is, aki nem tudja, hol van és mi történt a világgal. Los Angelesben találkozik az ifjú Kyle Reese-zel és a néma, színes bőrű kislánnyal, Csillaggal, akik a helyi ellenállást vezetik. Miután kölcsönösen megmentik egymás életét, együtt indulnak útnak, ám gépek jelennek meg, és több embert elfognak, köztük Reese-t és Csillagot, Marcus azonban sikeresen elmenekül, majd társául szegődik Blair Williams pilóta, akinek gépe nem sokkal korábban lezuhant egy lövöldözésben. Connor ez idő alatt visszatér az ellenállás főhadiszállására, a víz alatt egy atom-tengeralattjáróra, ahol fejleményeket tud meg: sikerült találni egy olyan frekvenciát, melyet ha rádión sugároznak, minden Skynet gép kikapcsol, ezt kihasználva pedig véget vethetnek a háborúnak. Marcus és Blair eljutnak az egyik bázisra, ahol a férfi az egyik mágneses aknától megsérül, mikor pedig orvosi ellátást kap, kiderül róla, hogy tudtán kívül ő egy újfajta terminátor; szíve és agya ugyan van, de testét fém építi fel. Connorék vallatni kezdik és meg akarják semmisíteni, ám Blair megszökteti, de őt Connor és emberei még a közelben elfogják. A vezető ekkor értesül Marcustól, hogy Kyle Reese abban a gyűjtőtáborban van, amit a felettesei le akarnak bombáztatni, így alkut köt a humán robottal, miszerint az bejuttatja őt a Skynet falai mögé. John még aznap éjjel megkéri titokban az ellenállókat, bármilyen parancsot is kapnak, ne bombázzák le a gépek központját. Wright az alku szerint besétál a gyűjtőtábor irányítójába, és kikapcsolva néhány dolgot, esélyt ad Connornak a bejutásra, ami sikerül is neki. Ám miközben a fogolyszabadítás tart, megjelenik a Skynet legújabb terminátora, az igazi emberi bőrrel fedett T-800-as harci alvázzal szerelt 101-es modell (Roland Kickinger – Arnold Schwarzenegger | | T800-101 arcának CGI -jével), és Connorék életére tör, ráadásul a gépek bemérik az ellenük használt frekvenciát, így sikeres csapást mérnek az ellenállás főhadiszállására. A robottal folytatott harc során John szíve súlyosan megsérül, támadójával hosszas harc után Marcus végez. A mentőcsapatok felszállnak, a központot a levegőbe repítik, Marcus pedig felajánlja szívét, hogy megmentse a haldokló Connort.

## Szereplők
| Színész              | Szerep                              | Magyar hang         |
| -------------------- | ----------------------------------- | ------------------- |
| Christian Bale       | John Connor                         | Fekete Ernő         |
| Anton Yelchin        | Kyle Reese                          | Gacsal Ádám         |
| Sam Worthington      | Marcus Wright                       | Széles Tamás        |
| Bryce Dallas Howard  | Kate Connor                         | Ruttkay Laura       |
| Moon Bloodgood       | Blair Williams                      | Pikali Gerda        |
| Common               | Barnes                              | Barabás Kiss Zoltán |
| Jadagrace            | Csillag                             | nem szólal meg      |
| Helena Bonham Carter | Dr. Serena Kogan / Skynet önarcképe | Balázs Ágnes        |
| Roland Kickinger     | T-800                               | nem szólal meg      |
| Chris Ashworth       | Richter                             |                     |
| Chris Browning       | Morrison                            |                     |
| Jane Alexander       | Virginia                            |                     |
| Michael Ironside     | Ashdown tábornok                    |                     |
| Beth Bailey          | Lisa                                |                     |
| Dylan Kenin          | Turnbull                            |                     |

## Magyarul olvasható
- Alan Dean Foster: Terminátor. Megváltás. Hivatalos filmregény; John Brancato, Michael Ferris forgatókönyve alapján; ford. Kleinheincz Csilla; Delta Vision, Bp., 2009
- Timothy Zahn: Hamvaiból a főnix. Terminátor: Megváltás 0.; ford. Kleinheincz Csilla; Delta Vision, Bp., 2011